# Rami Malek
Rami Malek   (Los Angeles, 12 de maig de 1981) és un actor estatunidenc. És conegut per interpretar al pirata informàtic Elliot Alderson a la sèrie de televisió d'USA Network Mr. Robot (2015–2019), per la qual va rebre el premi Primetime Emmy al millor actor principal en una sèrie dramàtica, i el cantant principal de Queen Freddie Mercury a la pel·lícula biogràfica Bohemian Rhapsody (2018), per la qual va guanyar nombrosos reconeixements, entre ells l'Oscar al millor actor, convertint-se en el primer actor d'herència egípcia a guanyar en aquesta categoria. La revista Time va nomenar Malek com una de les 100 persones més influents del món el 2019.
Nascut a Torrance, Califòrnia, de pares immigrants egipcis, va estudiar teatre abans d'actuar en obres de teatre a la ciutat de Nova York. Va tenir papers secundaris en cinema i televisió, com ara la comèdia de Fox The War at Home (2005–2007), la minisèrie d'HBO The Pacific (2010) i la trilogia de pel·lícules Night at the Museum (2006–2014). Malek ha protagonitzat Papillon (2017), la pel·lícula criminal The Little Things (2021), va interpretar l'antagonista principal Lyutsifer Safin a la pel·lícula de James Bond No Time to Die (2021) i va interpretar David Hill a la pel·lícula biogràfica Oppenheimer (2023) de Christopher Nolan.

## Primers anys i educació
Rami Said Malek va néixer a Torrance, Califòrnia, el 12 de maig de 1981, fill de pares immigrants egipcis, Nelly Abdel-Malek i Said Malek (m. 2006). Ha dit que també és «un vuitè de grec». Els seus pares i la seva germana gran van marxar del Caire el 1978, després que el seu pare, agent de viatges i guia turístic, es va intrigar amb els visitants occidentals. Es van establir a Sherman Oaks, principalment a la vall de San Fernando. Quan era nen, Malek poques vegades es va aventurar a Hollywood, dient: "Vaig créixer a la vall de San Fernando a LA, però d'alguna manera, no tenia ni idea que vivia just al costat de Hollywood... Realment pensava que estava a un milió de milles de distància., i només es troba a 10 minuts amb cotxe". El seu pare venia assegurances i era agent de viatges, mentre la seva mare treballava com a comptable. Malek es va criar amb la fe cristiana copta ortodoxa de la seva família i va parlar àrab egipci a casa fins als quatre anys. Té un germà bessó idèntic anomenat Sami, que és més jove per quatre minuts i més tard es va convertir en professor d'anglès. La seva germana gran, Yasmine, és metgessa d'urgències. Els seus pares van destacar als seus fills la importància de preservar les seves arrels egípcies, i el seu pare el despertava a mitja nit per parlar per telèfon amb la seva extensa família de parla àrab a Samalut.
Com a nord-americà de primera generació, a Malek li va costar integrar-se durant la seva infància a causa de les diferències culturals, fins i tot va passar la major part de la seva infància pronunciant el seu nom malament: "Només em va costar fins a l'institut on vaig trobar la confiança per dir-li a tothom, —No, em dic Rami. És una cosa molt molesta pensar que no tenia la confiança per corregir ningú en aquell moment". Com a resultat, va dir que era difícil formar-se una pròpia identitat quan era nen i va gravitar cap a "crear personatges i fer veus" mentre buscava una sortida per a la seva energia.
Malek va assistir a Notre Dame High School a Sherman Oaks, on estava a la mateixa classe que l'actriu Rachel Bilson. L'actriu Kirsten Dunst també va assistir a l'escola i va compartir una classe de teatre musical amb ell. Els seus pares tenien somnis de que es convertís en advocat, així que es va unir a l'equip de debat al primer any. Tot i que es va esforçar per formar arguments, el seu professor de debat va notar el seu talent en la interpretació dramàtica i el va animar a representar l'obra d'un sol home Zooman and The Sign en una competició. Reflexionant sobre el moment, va dir: "A l'escenari estic vivint aquest moment amb el meu pare amb un munt d'altres persones [del públic], però després vaig pensar:" Vaja, aquí està passant alguna cosa molt especial" Va ser la primera vegada que va veure que el seu pare s'emocionava, i la reacció positiva dels seus pares a la seva actuació el va fer sentir lliure per seguir una carrera d'actor. Ell i el seu germà estaven tots dos implicats al departament de teatre de l'escola.
Després de graduar-se el 1999, Malek va estudiar teatre a la Universitat d'Evansville a Evansville, Indiana. També va passar un semestre a l'estranger a Anglaterra, on va estudiar a Harlaxton College a Harlaxton, Lincolnshire. Durant l'estiu abans del seu últim any, va fer una internada al Eugene O'Neill Theatre Center de Waterford, Connecticut, on va conèixer el dramaturg August Wilson. Sobre la seva decisió d'assistir al programa de teatre de la Universitat d'Evansville, va dir: "El nivell de talent a la Universitat d'Evansville era formidable des del professorat fins als altres actors. Hi havia un compromís i dedicació que el programa de teatre requeria que desenterrés una ètica de treball que no sabia que tenia". Va completar el seu batxillerat en belles arts el 2003. Més tard, la universitat el va distingir amb un Premi Alumne Jove 2017, atorgat a aquells que "han aconseguit l'èxit personal i han contribuït amb serveis a la seva comunitat i a la UE".

## Carrera

### 2004–2009: Treball inicial

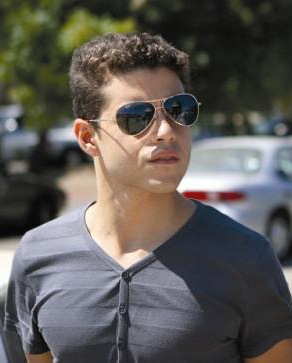
Malek el 2007

Després de la seva graduació universitària, Malek va voler assistir a l'escola de grau per a teatre; amb el creixement del deute universitari, es va traslladar a Nova York, on va compartir un apartament d'una habitació a Lower East Side amb amics que també estaven a la comunitat teatral. La seva xarxa d'amics incloïa escriptors i directors, molts dels quals es reunirien per formar el Slant Theatre Project, i representaven les seves pròpies obres per la ciutat. Mentre visitava la seva família a Los Angeles, Malek va conèixer el director de càsting Mali Finn, que el va convèncer per quedar-se i buscar feina a Hollywood. Després de tornar a viure amb els seus pares, va agafar feina repartint pizzes i fent entrepans de falàfel i xauarma en un restaurant de Hollywood per arribar a final de mes. Tot i enviar el seu currículum a les cases de producció, li va costar trobar feina com a actor, fet que li van provocar atacs de depressió i pèrdua de confiança. Va considerar obtenir una llicència immobiliària en comptes de seguir una carrera d'actor.
Després d'un any i mig, Malek finalment va rebre una trucada de la directora de càsting Mara Casey. Ella va demanar parlar amb el seu agent. Quan ell va confessar que no en tenia, ella li va dir que n'aconseguís primer. Després de tenir una conversa agradable, però, Malek va suggerir que es trobessin igualment. Ella va estar d'acord, i la trobada va fer que obtingués el seu primer paper a la sèrie de televisió Gilmore Girls; l'episodi en què va actuar es va emetre per primera vegada el gener de 2004. Aquell mateix any, va protagonitzar la producció teatral Johnny Boy al Falcon Theatre de 130 seients de Burbank, Califòrnia i, més tard, a la producció Shoes al costat de Kelli Giddish amb el Slant Theatre Project a la ciutat de Nova York. També va interpretar "personatges addicionals" per al videojoc Halo 2, pel qual no estava acreditat. El 2005, va rebre la seva targeta Screen Actors Guild pel seu treball en dos episodis del drama de guerra de Steven Bochco Over There. Més tard aquell mateix any, va aparèixer en un episodi de Medium i va ser seleccionat per al paper recurrent destacat de Kenny, a la sèrie de comèdia de Fox The War at Home. La història de "sortida de l'armari" de Kenny va guanyar elogis de GLAAD. El 2006, Malek va debutar al llargmetratge com el faraó Ahkmenrah a la comèdia Night at the Museum. Va repetir aquest paper a les seqüeles Night at the Museum: Battle of the Smithsonian (2009) i Night at the Museum: Secret of the Tomb (2014). A la primavera de 2007, va aparèixer com a Jamie a la presentació teatral de Vitality Productions The Credeaux Canvas de Keith Bunin a l'Elephant Theatre de Los Angeles.

### 2010–2015: rols secundaris

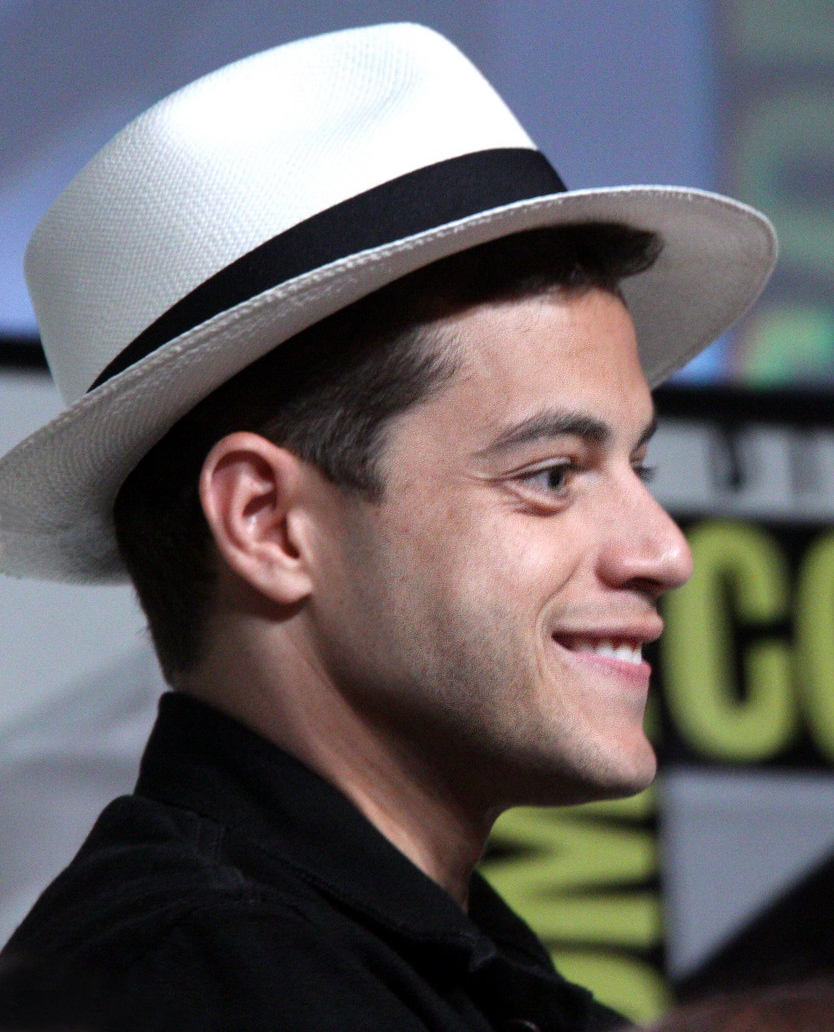
Malek a la San Diego Comic-Con 2012

Malek va tornar a la televisió el 2010 en un paper recurrent com el terrorista suïcida Marcos Al-Zacar a la vuitena temporada de la sèrie 24 de la Fox. Cansat d'interpretar personatges que va anomenar "terroristes acceptables", va donar instruccions al seu agent que rebutgés qualsevol paper que pintés els àrabs o els habitants de l'Orient Mitjà sota una "mala llum". Més tard aquell any, va rebre elogis de la crítica per la seva interpretació del caporal Merriell "Snafu" Shelton a la mini-sèrie The Pacific d'HBO de La Segona Guerra Mundial, guanyadora del premi Emmy. Després de la intensitat del rodatge de The Pacific, va optar per abandonar Hollywood i va viure breument a l'Argentina, encara que diu que no va tenir èxit, i "des de llavors ha trobat millors maneres d'afrontar-se". Durant el rodatge de The Pacific, Malek va rebre una carta del productor adjunt Tom Hanks elogiant l'actuació de Malek. Després, Hanks el va convertir en l'estudiant universitari Steve Dibiasi al llargmetratge Larry Crowne, estrenat el juliol de 2011.
Aquestes oportunitats van portar a Malek a aconseguir papers secundaris en una sèrie de pel·lícules importants. L'agost de 2010, es va anunciar que havia estat seleccionat com el vampir de "l'aquelarre egipci", Benjamin, a La saga Crepuscle: Albada (2a part). El 2013 va interpretar a Nate, un nou empleat d'un grup per a joves, a la pel·lícula independent Short Term 12, al costat de Brie Larson. Va aparèixer en dues pel·lícules de Spike Lee durant aquest període, el remake de 2012 de la pel·lícula sud-coreana Old Boy, en un paper que es va retallar de manera significativa, i més tard a la pel·lícula finançada per crowdfunding Da Sweet Blood of Jesus. Els dos homes s'han mantingut amics. També va tenir papers menors a Battleship, The Master, nominada a l'Oscar i Ain't Them Bodies Saints. Va aparèixer com a Josh, un dels personatges principals d'Until Dawn, un joc de terror llançat per a PlayStation 4 el 25 d'agost de 2015. Va donar la seva veu i aspecte al personatge i va ser totalment capturat en moviment per al joc.

### 2015-present: actuació destacada i aclamació

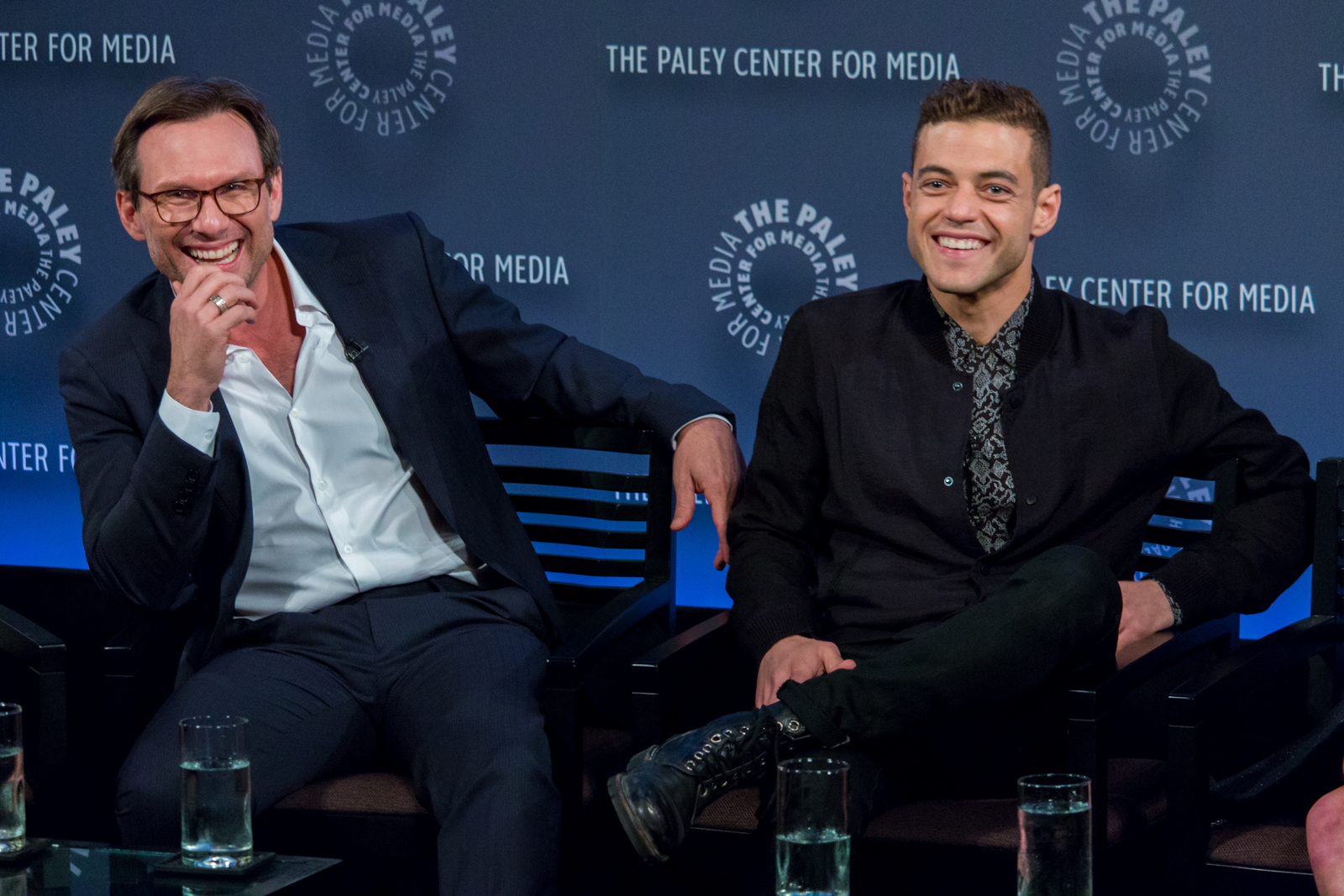
Malek i Christian Slater (esquerra) parlant com a part del panell de Mr. Robot durant el PaleyFest 2015

El guionista Sam Esmail havia fet una audició a més de 100 actors per interpretar el personatge principal d'Elliot Alderson (un hacker informàtic mentalment inestable) per a un programa que estava desenvolupant. En no haver aconseguit actor pel paper, es va plantejar tornar a escriure el personatge del tot. Tanmateix, després de veure l'audició de Malek a finals d'estiu de 2014, Esmail va dir: "Em va obrir els ulls a qui era realment Elliot". El drama psicològic resultant, Mr. Robot, es va estrenar el 24 de juny de 2015 a la xarxa USA Network, amb Malek al paper principal. Per interpretar amb precisió el personatge, que pateix trastorns mentals i socials, es va reunir amb un psicòleg. El paper va rebre l'aclamació immediata de la crítica, amb USA Today anomenant-lo la seva "actuació destacada". Entertainment Weekly va qualificar la "actuació magnètica" de Malek com la "millor raó" per veure el programa. Backstage va remarcar que Malek "va ancorar el drama" i que el seu "gir" al trop d'antiheroi "promet una nova direcció per a la televisió de prestigi". La seva actuació li va valdre nominacions als premis Dorian, Satellite Award, Golden Globe i Screen Actors Guild Award. Va guanyar el Premi Choice de la Crítica de Television Award al millor actor en una sèrie dramàtica i el Primetime Emmy al millor actor principal en una sèrie dramàtica. Va ser el primer actor "no blanc" a guanyar un Emmy en aquesta categoria des de 1998. El programa va concloure el desembre de 2019 amb la seva quarta temporada, per la qual Malek va rebre una tercera nominació al Globus d'Or com a millor actor en sèrie de televisió dramàtica.
Tot i que va estar entre els 3.000 actors considerats per interpretar a Han Solo a Solo: A Star Wars Story, Malek va tenir el seu primer paper protagonista a Buster's Mal Heart, que es va estrenar el setembre de 2016 al Festival Internacional de Cinema de Toronto amb crítiques positives. En ella, Malek interpreta un home que porta dues vides, una com a Jonah i una altra com a Buster. La directora, Sarah Adina Smith, que el va escollir pel paper abans del seu èxit amb Mr. Robot, va dir: "No tenia ni idea de com de gran i adorat es convertiria". En revisar l'actuació de l'actor, John DeFore, de The Hollywood Reporter, va escriure: "Els fans de Mr. Robot no es sentiran decebuts gens ni mica per aquest vehicle per a l'estrella de la sèrie guanyadora d'un Emmy Rami Malek, que encaixa amb la paranoia delirant de Mr. Robot i deixa estirar el carismàtic actor en el seu primer llargmetratge". Malek va interpretar a Louis Dega a Papillon, un remake de la pel·lícula de 1973, coprotagonitzada per Charlie Hunnam. Es va estrenar al Festival Internacional de Cinema de Toronto de 2017, i va tenir un llançament limitat a taquilla l'agost de 2018. El 2017, Malek es va unir al repartiment de la sèrie de comèdia animada de Netflix BoJack Horseman (temporada 4), donant veu al personatge Flip McVicker, un escriptor que no confia en el correu electrònic.

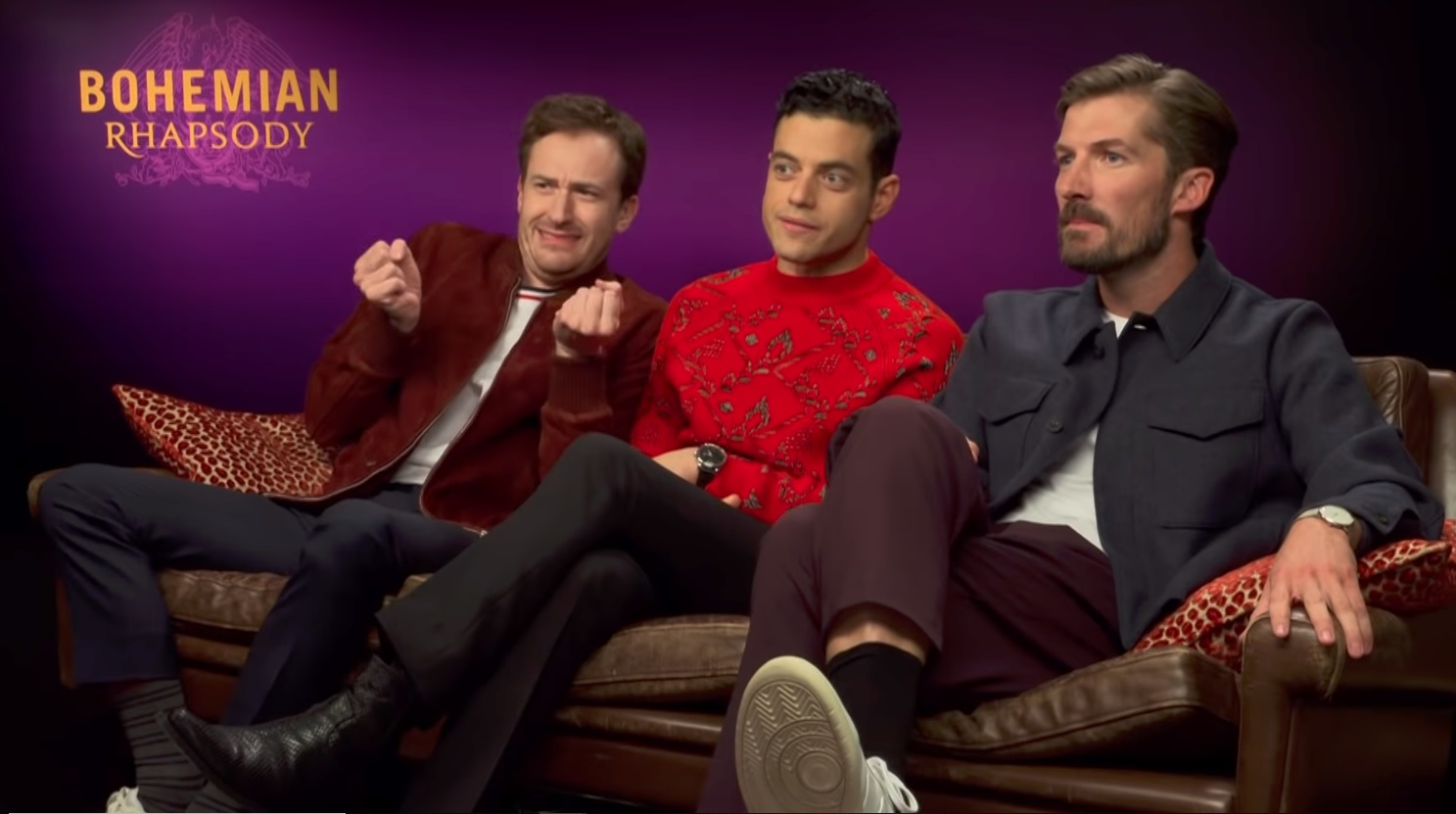
Joe Mazzello (esquerra), Malek i Gwilym Lee (dreta) promocionant Bohemian Rhapsody el 2018

El 2018, Malek va interpretar Freddie Mercury a la pel·lícula biogràfica de Queen, Bohemian Rhapsody. La pel·lícula es va estrenar a Londres el 23 d'octubre de 2018 i es va convertir en un gran èxit de taquilla, recaptant més de 900 milions de dòlars a tot el món amb un pressupost de producció d'uns 50 milions de dòlars. Es va convertir en la sisena pel·lícula més taquillera del 2018 a tot el món i la pel·lícula biogràfica musical més taquillera de tots els temps. Tot i que la pel·lícula va rebre crítiques diverses en general, l'actuació de Malek va ser aclamada per la crítica. Va guanyar el Globus d'Or al millor actor dramàtic, el Screen Actors Guild Award per la millor interpretació d'un actor masculí en un paper principal, el premi BAFTA al millor actor en un paper principal i l'Oscar al millor actor per la seva actuació a la pel·lícula. En preparació per al paper de Mercury, Malek es va traslladar a Londres on va treballar amb un entrenador de dialectes i un entrenador de moviment, i va prendre classes de piano i cant. Durant quatre hores cada dia, va estudiar vídeos de Mercury amb la seva entrenadora de moviment, Polly Bennett. Això va incloure veure el vídeo del concert de Live Aid de 1985 a YouTube almenys 1.500 vegades per perfeccionar la seva actuació per a la pel·lícula. També es va haver d'acostumar a parlar i cantar amb un joc de dents postizos que imitaven la dentadura de Mercuri. Brian May, el guitarrista de Queen que assistia sovint al rodatge, va dir que l'actuació de Malek va ser tan precisa que "de vegades ens oblidem que era Rami". Malek considera el seu paper de Mercuri el més important de la seva carrera, dient:
Aquest és un paper que no crec que es pugui superar. Crec que sempre estem buscant el següent gran paper, i suposo que tinc la sort d'haver-me trobat amb ell. M'agradaria pensar que hi ha més coses per fer, i hi ha, però dubto que hi hagi alguna cosa que estigui a l'altura del preuat que ha estat aquest paper i aquest ésser humà a la meva vida.
El desembre de 2018, es va anunciar que Malek produiria i protagonitzaria un podcast de vuit episodis anomenat Blackout. Scott Conroy va ser l'escriptor del podcast, un thriller sobre un DJ de ràdio d'un poble petit que ha de "lluitar per protegir la seva família i la seva comunitat d'un atac coordinat que destrueix la xarxa elèctrica i capgira la civilització moderna". El podcast es va estrenar amb dos episodis el 19 de març de 2019, amb sis episodis posteriors que s'estrenaven setmanalment. Va guanyar el premi Webby 2020 al millor podcast (ficció) amb guió. Malek també va donar veu al goril·la Chee-Chee a Dolittle, protagonitzada per Robert Downey Jr.; la pel·lícula es va produir el 2018 i es va estrenar el gener de 2020. El maig de 2019, Malek es va unir al repartiment del thriller criminal The Little Things, al costat de Denzel Washington i Jared Leto. La pel·lícula es va estrenar el 29 de gener de 2021. El 25 d'abril de 2019, Malek va ser elegida com el dolent principal de la pel·lícula de James Bond No Time to Die; interpreta el "superdolent" Lyutsifer Safin. La fotografia principal de la pel·lícula va començar l'abril de 2019 i va acabar aquell octubre. Tenia una data de llançament inicial d'abril de 2020, però, a causa dels retards relacionats amb la pandèmia per COVID-19, es va traslladar a l'octubre de 2021. Per donar suport a l'estrena de la pel·lícula, Malek va organitzar <i id="mwAh8">Saturday Night Live</i> a l'octubre del 2021.
Malek va formar part del repartiment d'estrelles d'Amsterdam de David O. Russell; la pel·lícula es va produir a principis de 2021 i es va estrenar l'octubre de 2022. El desembre de 2021, es va anunciar que Malek s'unia al repartiment de Oppenheimer de Christopher Nolan. En ella va encarnar el físic David L. Hill. La pel·lícula es va estrenar l'11 de juliol de 2023.
Malek protagonitzarà la pel·lícula de suspens The Amateur, així com encarnarà a Douglas Kelley al drama històric Nuremberg.

## Estil d'actuació
Els primers papers de Malek el van establir com a actor de personatges. Ha remarcat que li agrada el procés de les audicions, que ho veu com un "camp de proves per provar les coses" i que ha creat tants personatges diversos per a les audicions que voldria poder recollir-los com a paquet per mostrar-los als altres. Després de llegir el seu propi article de la Viquipèdia, Malek va elaborar i va dir: "Em prendria el temps per preparar-me per a les audicions com si realment anés a actuar. Vindria amb alguna cosa totalment formada i espero que ressonés. De vegades ho va fer, moltes vegades ho va fer. no ho vaig fer, però aquest és el camp de proves i ho agraeixo". No obstant això, després del seu èxit amb Mr. Robot, va començar a ser considerat com un "home líder", encara que un "no convencional". És interpretat pel còmic Pete Davidson als esbossos de Saturday Night Live que parodien el personatge. El 2017, Malek va acceptar una invitació per unir-se a l'Acadèmia de les Arts i les Ciències Cinematogràfiques, entre els 774 nous membres convidats com a part dels esforços de l'acadèmia per diversificar els seus membres després de les crítiques per la manca de diversitat dels Premis Oscar de 2015.
Per preparar-se per a un paper, descriu una etapa inicial de pànic, seguida d'una investigació sobre el personatge per crear un món per a aquesta persona. Això inclou trobar música que creu que el personatge escoltaria, així com crear i imaginar records per a aquesta persona fins al punt que ha d'actuar com ells. Els seus moments més creatius són els matins i els vespres. A Malek li agrada fer preses experimentals fins que troba una presa que funcioni. El director Sam Esmail va assenyalar que Malek sovint no està satisfet amb el seu treball, fins i tot quan el director considera que ha completat una presa perfecta. A causa de la seva insistència mútua a aconseguir una escena el millor possible, Esmail considera Malek un "cocreador". L'actor també ha destacat per les seves transformacions físiques per interpretar els seus personatges. Va perdre un pes important per interpretar a Elliot Alderson, Freddie Mercury i Snafu Shelton, on Tom Hanks va requerir que mantingués entre el sis i el vuit per cent de greix corporal Durant el rodatge de The Pacific, a Malek li va costar separar-se del seu personatge, Snafu Shelton, la qual cosa va provocar "una angoixa mental força intensa durant i després del rodatge". Va assenyalar que la lliçó més valuosa d'aquesta experiència va ser aprendre a distanciar-se dels seus personatges, en cas contrari no hauria estat capaç d'assumir papers complexos més endavant en la seva carrera, com Elliot Alderson a Mr. Robot.

## Vida personal
Malek acostuma a ser reservat en les entrevistes, havent esmentat en una d'elles el seu desig de mantenir-se "anònim" a l'estranger. Evita les xarxes socials. The New York Times el va qualificar de "extremadament reticent a parlar sobre ell mateix". Diu que és l'oposat al personatge introvertit d'Elliot que interpreta a Mr. Robot: "Sóc una persona exuberant. Em deleixo amb l'afecte. M'agrada la conversa... Una de les grans coses de viure a Nova York és que coneixes tants desconeguts, ... i m'encanten les trobades amb desconeguts: conèixer gent i escoltar les seves històries".
El 2009, Malek es va traslladar a una casa al barri de Laurel Canyon de Los Angeles, al costat del seu germà. Va comprar una casa veïna el 2021.
Del 2017 al 2022, Malek va mantenir una relació amb l'actriu Lucy Boynton.

## Premis i nominacions

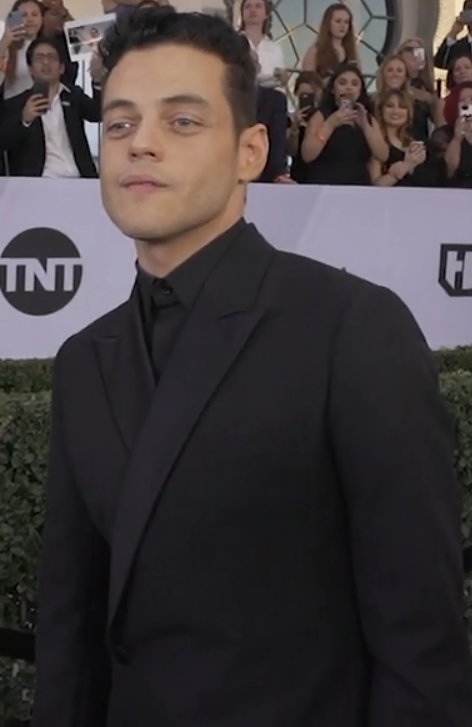
Malek a la catifa vermella del Premi del Sindicat d'Actors de Cinema de 2019

Malek ha estat nominat i ha guanyat diversos premis importants de la indústria. Pel seu treball a Mr. Robot, va ser nominat a tres Globus d'Or, un Emmy, dos Premis Satellite i dos Premis del Sindicat de Guionistes, entre d'altres, guanyant un Emmy com a millor actor principal en una sèrie dramàtica el 2016. Va guanyar un Oscar al millor actor, un Globus d'Or al millor actor en una pel·lícula dramàtica, el Screen Actors Guild Award a la millor interpretació d'un actor masculí en un paper principal i el premi BAFTA al millor actor en un paper protagonista. per la seva interpretació de Freddie Mercury a Bohemian Rhapsody.
És el primer actor d'origen egipci a guanyar l'Oscar al millor actor. Si bé el seu premi va ser celebrat a Egipte pels mitjans de comunicació i alguns funcionaris del govern, el membre del Parlament Mohamed Ismail el va critica: "Em va sorprendre la celebració de Rami Malek que els mitjans egipcis han fet perquè el paper que va interpretar a la pel·lícula està lluny del seu caràcter real. Està intentant difondre l'homosexualitat entre els joves... El premi té un objectiu específic, que és corrompre la moralitat al món àrab. Rami Malek és un mal exemple. Si estigués a Egipte, hauria estat penjat". L'organització Human Rights Watch va afirmar que el país es mereixia un Oscar a la hipocresia per haver elogiat Malek, atesa la seva prohibició que les persones LGBT siguin celebrades als mitjans de comunicació.

## Filmografia

### Cinema
| Any  | Títol                                          | Paper                 | Notes         | Ref.    |
| ---- | ---------------------------------------------- | --------------------- | ------------- | ------- |
| 2006 | Night at the Museum                            | Faraó Ahkmenrah       |               |         |
| 2009 | Night at the Museum: Battle of the Smithsonian | Faraó Ahkmenrah       |               |         |
| 2011 | Larry Crowne                                   | Steve Dibiasi         |               |         |
| 2012 | Battleship                                     | Tinent Hill           |               |         |
| 2012 | La saga Crepuscle: Albada (2a part)            | Benjamin              |               |         |
| 2012 | The Master                                     | Clark Massey          |               | [ 127 ] |
| 2013 | Ain't Them Bodies Saints                       | Will                  |               |         |
| 2013 | Short Term 12                                  | Nate                  |               |         |
| 2013 | Oldboy                                         | Matt Browning         |               |         |
| 2014 | Need for Speed                                 | Finn                  |               |         |
| 2014 | Night at the Museum: Secret of the Tomb        | Faraó Ahkmenrah       |               |         |
| 2014 | Da Sweet Blood of Jesus                        | Senescal Higginbottom |               | [ 128 ] |
| 2016 | Project X                                      | Conarrator (veu)      | Curtmetratge  | [ 129 ] |
| 2016 | Buster's Mal Heart                             | Buster                |               | [ 129 ] |
| 2017 | Papillon                                       | Louis Dega            |               | [ 130 ] |
| 2018 | Bohemian Rhapsody                              | Freddie Mercury       |               | [ 20 ]  |
| 2019 | The Ben Cobb Show                              | Harry Bardo           | Curtmetratge  | [ 131 ] |
| 2020 | Dolittle                                       | Chee-Chee (voice)     |               | [ 132 ] |
| 2021 | The Little Things                              | Jim Baxter            |               | [ 133 ] |
| 2021 | No Time to Die                                 | Lyutsifer Safin       |               | [ 134 ] |
| 2022 | Amsterdam                                      | Tom Voze              |               | [ 135 ] |
| 2023 | Oppenheimer                                    | David Hill            |               | [ 136 ] |
| 2024 | The Amateur                                    | Charles Heller        | Postproducció | [ 104 ] |
| TBA  | Nuremberg                                      | Douglas Kelley        | En filmació   | [ 105 ] |

### Televisió
| Any       | Títol               | Paper                    | Notes                                             | Ref. |
| --------- | ------------------- | ------------------------ | ------------------------------------------------- | ---- |
| 2004      | Gilmore Girls       | Andy                     | Episodi: "In the Clamor and the Clangor"          |      |
| 2005      | Over There          | Hassan                   | 2 episodis                                        |      |
| 2005      | Medium              | Timothy Kercher          | Episodi: "Time Out of Mind"                       |      |
| 2005–2007 | The War at Home     | Kenny Al-Bahir           | Paper recorrent role, 21 episodis                 |      |
| 2010      | 24                  | Marcos Al-Zacar          | 3 episodis                                        |      |
| 2010      | The Pacific         | Merriell "Snafu" Shelton | 6 episodis                                        |      |
| 2012      | Alcatraz            | Webb Porter              | Episodi: "Webb Porter"                            |      |
| 2012      | The Legend of Korra | Tahno (veu)              | 3 episodis                                        |      |
| 2014      | Believe             | Dr. Adam Terry           | Episodi: "Pilot"                                  |      |
| 2015–2019 | Mr. Robot           | Elliot Alderson          | Paper principal; també productor (temporades 3–4) |      |
| 2017–2018 | BoJack Horseman     | Flip McVicker (veu)      | 10 episodis                                       |      |
| 2021      | Saturday Night Live | Ell mateix (presentador) | Episodi "Rami Malek/Young Thug"                   |      |

### Teatre
| Any  | Títol                      | Rol   | Lloc                                                  | Ref.                   |
| ---- | -------------------------- | ----- | ----------------------------------------------------- | ---------------------- |
| 2002 | Fascination                |       | Concurs Nacional de Dramaturgs : juliol de 2002       | [ 29 ]                 |
| 2002 | The Bebop Heard in Okinawa |       | Certamen Nacional de Dramaturgs: juliol de 2002       | [ 29 ] [ 137 ] [ 138 ] |
| 2004 | Johnny Boy                 | Paul  | Teatre Falcon: del 31 de març al 23 de maig de 2004   | [ 139 ]                |
| 2004 | Shoes                      |       | Projecte Slant Theatre: agost de 2004                 | [ 38 ] [ 39 ]          |
| 2007 | The Credeaux Canvas        | Jamie | Elephant Theatre: del 22 de març al 8 d'abril de 2007 | [ 45 ]                 |
| 2025 | Oedipus                    | Èdip  | The Old Vic: 21 de gener al 29 de març de 2025        | [ 140 ]                |

### Videojocs
| Any  | Títol               | Rol de veu               | Notes                               | Ref.           |
| ---- | ------------------- | ------------------------ | ----------------------------------- | -------------- |
| 2004 | Halo 2              | Veus addicionals         | Només a I Love Bees                 | [ 40 ] [ 141 ] |
| 2014 | The Legend of Korra | Tahno                    |                                     | [ 142 ]        |
| 2015 | Until Dawn          | Joshua "Josh" Washington | També aspecte i captura de moviment | [ 57 ]         |

### Podcasts
| Any  | Títol    | Rol de veu     | Notes           | Ref.   |
| ---- | -------- | -------------- | --------------- | ------ |
| 2019 | Blackout | DJ Simon Itani | També productor | [ 87 ] |

### Treballs citats
- Aterovis, Josh. «Interview with Rami Malek of The War at Home». AfterElton.com, 2007. Arxivat de l'original el 3 febrer 2011. [Consulta: 6 gener 2011].